# پیراخاربالگان
پیراخاربالگان (نام علمی: Paracanthopterygii) نام یک فراراسته از فراراستهُ خارریختان است.